# Evoga
Evoga Entertainment (también conocida como Evolution Games) fue una empresa mexicana dedicada al desarrollo de videojuegos que surgió en el año 1999 y se fundó en el año 2000. Es considerada por algunos como la primera empresa mexicana dedicada exclusicamente a los videojuegos. Sin embargo, se ha cuestionado este título debido a la existencia de empresas anteriores, como ELPRO y NESA (Novedades Electrónicas S.A.), que fabricaron juguetes y videojuegos estilo Pong a mediados de la década de 1970. Las oficinas de Evoga se encontraban en la Ciudad de México y en Osaka, Japón, cerca de las instalaciones del gigante japonés de los videojuegos SNK.
En un principio, Evoga se originó a partir de la crisis de SNK como una filial mexicana por conducto de Plus Electrónics, destinada a producir secuelas y colaboraciones de juegos ya célebres para los jugadores, como The King of Fighters. El proyecto inició su producción asociado a otras desarrolladoras como BrezzaSoft.
La importancia de Evoga radicó en ser una de las primeras empresas fuera de Japón que desarrolló juegos para la plataforma Neo Geo. Evoga comenzó el desarrolló de juegos para la Crystal System, en su momento una nueva plataforma con una resolución y memoria superior a la de la Neo Geo, sin embargo, debido al poco éxito que tuvo la Crystal System, Evoga dejó de hacer proyectos para la placa y se centró en la Neo-Geo que tenía más presencia en el mercado.
Solo se publicaron dos juegos desarrollados por la empresa: Evolution Soccer (2001), desarrollado junto con BrezzaSoft, y Rage of the Dragons (2002), desarrollado junto con Noise Factory e inspirado en el popular juego Double Dragon.
Se planeó una conversión de Rage of the Dragons para PlayStation 2, pero fue descartada. También se dice que se planeó una secuela titulada Rage of the Dragons 2, pero nunca se llevó a cabo. Sin embargo, algunos de los personajes de Rage of the Dragons aparecerían como invitados en el juego de Power Instinct Matrimelee, aunque este último no fuera desarrollado por el equipo de Evoga.
A partir del año 2004, Evoga empezó a experimentar dificultades técnicas y falta de desarrolladores capaces, con lo que entró en bancarrota y cerró definitivamente. Su página web estuvo disponible hasta el año 2009. Tras la disolución, algunos de los programadores crearon otras empresas menos destacadas de videojuegos, entre ellas Fire Token Enterteiment, que creó Real 3D Black Jack.

## Juegos desarrollados por EVOGA
- Evolution Soccer (2001) - Arcade (distribuido por Brezzasoft) para el sistema Crystal System. Torneo de fútbol con equipos de 32 países diferentes. El lanzamiento mexicano del juego también cuenta con 18 equipos de clubes mexicanos.
- Rage of the Dragons (2002) - Arcade (distribuido por SNK Playmore y desarrollado junto con Noise Factory) para el sistema Neo Geo.

## Juegos relacionados con EVOGA
- The King of Fighters 2001 (2001) - Solo en la inserción del personaje de Angel.[1]
- Power Instinct Matrimelee (2003) - Solo en la inserción de los personajes de Lynn, Elias, Jimmy y Mr. Jones.

## Juegos no publicados por EVOGA
- ES: Evolution Soccer - Club Edition (Cancelado en 2007) - Versión actualizada de ES: Evolution Soccer. Fue anunciada en su sitió oficial, pero fue cancelada.
- Geometric's Aztec (Desconocido) - Juego de plataformas que solo se mencionó en entrevistas y no se dio a conocer más al respecto.
- The King of Basketball (Cancelado) - Juego de baloncesto con los personajes de la saga The King of Fighters.
- Rage of the Dragons 2 (Cancelado)